# Шлунд, Робби
Робби Шлунд (родился 19 февраля 1967 года в Гере) — немецкий политик (АдГ с 2013 года) и член Бундестага (с 2017 года).

## Биография
Он прослужил 4 года по контракту в национальной народной армии (ННА). После этого изучал медицину в Йенском университете имени Фридриха Шиллера и получил докторскую степень в 2005 году. Работал врачом-ординатором, а позже главным врачом в Гере. Будучи специалистом в области ортопедии и спортивной медицины, открыл частную врачебную практику для пациентов, обслуживаемых про программе обязательного медицинского страхования, а в 2017 году — свою собственную частную ортопедическую практику в Гере.
С 2018 года Шлунд является членом Подкомитета по разоружению, контролю над вооружениями и нераспространению, а также заместителем спикера фракции АдГ комитета по здравоохранению Бундестага.
Робби Шлунд выступает за межгосударственное сотрудничество европейских стран, сохраняющих свой суверенитет и отказывающихся от идеи наднационального объединения. «Нашим народом не должно управлять „центральное правительство ЕС“. Но это именно то, чего хотят Меркель и Макрон — взять под свою опеку граждан отдельных государств». Кроме этого его целями являются прекращение миграционного хаоса и введение демократических референдумов по швейцарской модели.